# Биржевая газета
Биржева́я газе́та — газета, издававшаяся в Санкт-Петербурге с 1878 года по 11 ноября 1879 года.

## История
Газета издавалась и редактировалась Константином Трубниковым.
С 5 июля по 8 декабря 1878 года выпускалась как прибавочный лист к «Телеграфу».
С декабря 1878 года — самостоятельное издание. Вначале выходила 2 раза в неделю, затем ежедневно.
В июле 1880 года «Биржевая газета» присоединяется к «Новостям» под общим названием «Новости и Биржевая газета».